# Blue is the Colour
Blue is the Colour är en fotbollslåt som är kampsång för fotbollsklubben Chelsea FC i England. Den skrevs 1972 av Larry Page. Den sjungs alltid vid inmarsch vid Chelsea FC:s fotbollsmatcher. Chelseas färg är blå. 
Det har även skrivits en text på svenska av Åke Strömmer som har sjungits  av Lalla Hansson "Bajen var namnet" med syfte på Hammarby IF.